# Assassin’s Creed: Rodowód
Assassin’s Creed: Rodowód (oryg. Assassin’s Creed: Lineage) – trzyodcinkowy miniserial wydany przez Ubisoft w 2009 roku jako prequel do pierwszych dwóch części serii gier Assassin’s Creed. Serial został wydany w Polsce z polskim lektorem i napisami jako późniejszy dodatek do gry.

## Fabuła
Bohaterem serialu jest Giovanni Auditore da Firenze – ojciec Ezia (głównego bohatera ww. gry), bogaty i szanowany florencki bankier, członek bractwa asasynów.
Giovanni zostaje przydzielony do rozwikłania sprawy zamachu na jednego z sojuszników rodu Medyceuszy, księcia Mediolanu. Szybko odkrywa, że za zamachem stoi zakon templariuszy. Próbując doprowadzić sprawę do końca nie zdaje sobie sprawy, że wśród jego przyjaciół znajdują się członkowie wrogiego bractwa, a jego poczynania obserwuje tajemniczy „Hiszpan”, przywódca templariuszy. Gdy ostatecznie dochodzi do spotkania Giovanniego z „Hiszpanem”, asasyn odrzuca propozycję przyłączenia się do templariuszy. Wywiązuje się walka, w wyniku której Giovanni zostaje ranny, ale udaje mu się uciec i wrócić do Florencji. „Hiszpan” stwierdza, że Giovanni jest główną przeszkodą mogącą przyczynić się do zniweczenia planów templariuszy.

## Dalsze losy Giovanniego
Na początku Assassin’s Creed II Giovanni, wskutek intrygi uknutej przez templariuszy, zostaje aresztowany i oskarżony o zdradę, gdy jego największy sojusznik władca Florencji, Lorenzo de Medici, był nieobecny.  Następnie zostaje powieszony na florenckim rynku wraz z dwoma synami. W noc przed śmiercią nakazuje młodszemu synowi, Eziowi, odnaleźć w domu skrytkę i zabrać jej zawartość. Ezio odnajduje m.in. strój asasyna należący do Giovanniego i poprzysięga zemstę za śmierć ojca i braci. Po kilkunastu latach Eziowi udaje się pomścić śmierć bliskich, zabijając czołowych templariuszy odpowiedzialnych za intrygę uknutą przeciwko rodzinie Auditore.

## Obsada
Obsada filmu pokrywa się z obsadą gry. Na potrzeby gry wszyscy aktorzy z serialu, z wyjątkiem Devona Bosticka, wzięli udział w sesjach motion capture, podczas których zeskanowano ich twarze i odwzorowano je w grze, a następnie podłożyli głosy pod swoje postaci.
- Romano Orzari jako Giovanni Auditore
- Manuel Tadros jako Rodrigo Borgia
- Claudia Ferri jako Maria Auditore
- Jesse Rath jako Federico Auditore
- Devon Bostick jako Ezio Auditore
- Alex Ivanovici jako Lorenzo de’ Medici
- Michel Perron jako Uberto Alberti
- Roc Lafortune jako więzień
- Arthur Grosser jako Sykstus IV
- Shawn Baichoo jako ojciec Antonio Maffei
- Peter Miller jako Galeazzo Maria Sforza
- Harry Standjofsky jako Silvio Barbarigo
- Frank Fontaine jako Marco Barbarigo
- Maxime Savaria jako kurier